# Abgunst (Auleben)

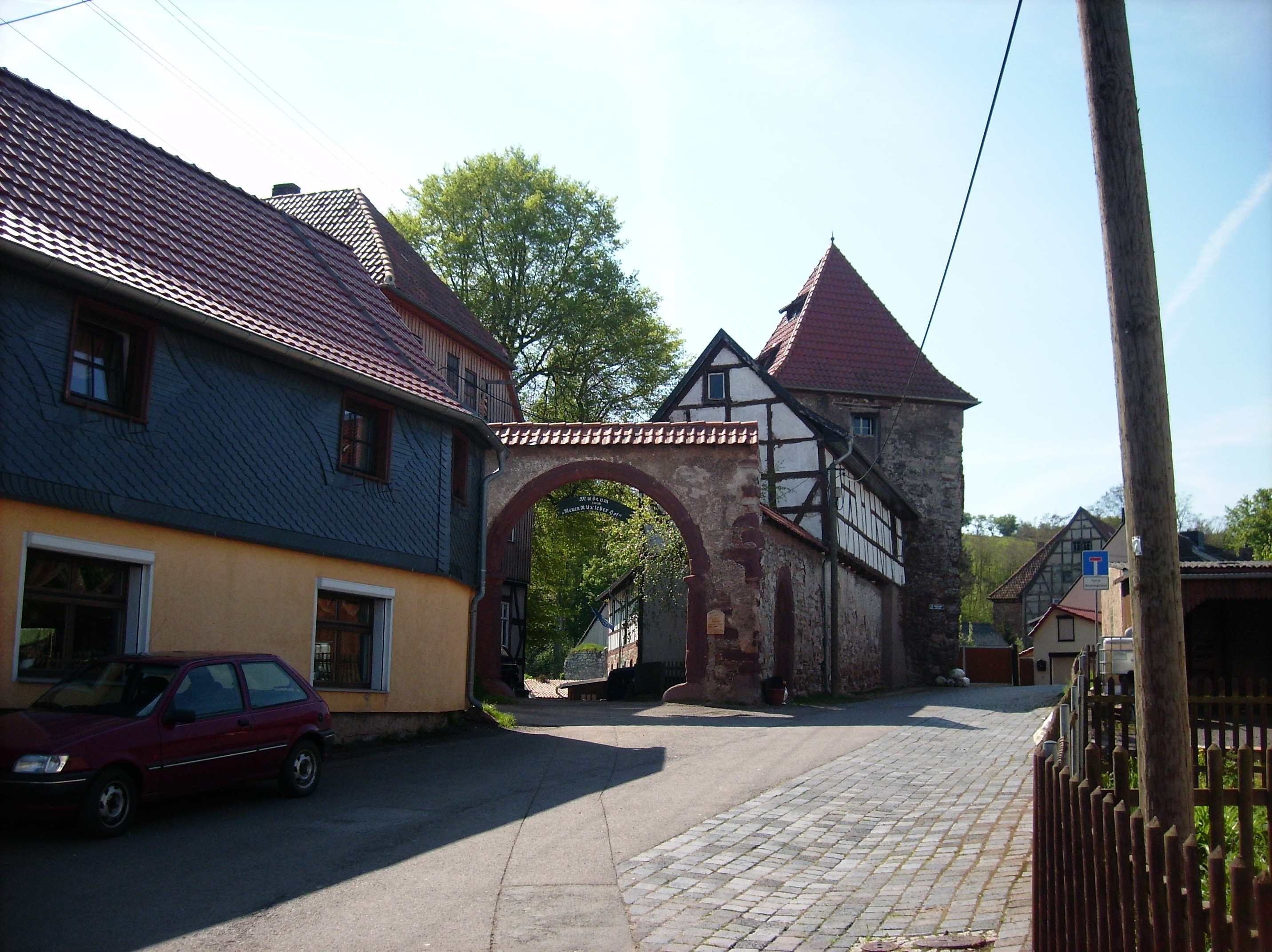
Rüxleber Hof

Die Abgunst war ein Rittergut, das zu Auleben im Amt Heringen gehörte und das auch Rüxlebensche Gut oder Rüxleber Hof genannt wurde, weil es sich über mehrere Jahrhunderte im Eigentum der Adelsfamilie von Rüxleben befand.
Das Rittergut ging aus einem freien Siedel- oder Sattelhof hervor und unterstand als Lehen jeweils zur Hälfte den Grafen zu Stolberg und von Schwarzburg. Nach 1815 wurde das Königreich Preußen neuer Lehnsherr und ließ die Abgunst durch das Oberlandesgericht Naumburg belehnen. Die entsprechenden Lehnsakten werden heute im Landesarchiv Sachsen-Anhalt verwaltet.